# Oda Nobuhiro
Oda Nobuhiro (織田信広?   fallecido el 13 de octubre de 1574) fue el hijo mayor de Oda Nobuhide y hermano del célebre Oda Nobunaga.
Después de que Nobuhide tomó posesión del Castillo Anjō en 1540, este lo puso en manos de Nobuhiro, pero en 1549 el castillo fue asediado por las tropas del clan Imagawa comandadas por Imagawa Yoshimoto por lo que tuvo que huir. Es castillo fue finalmente liberado cuando fuerzas del clan Oda lograron capturar a Matsudaira Takechiyo (conocido posteriormente como Tokugawa Ieyasu), con lo que se logró que se levantara el asedio.
Nobuhiro falleció finalmente en 1574 cuando enfrentaba a los Ikkō ikki de Nagashima.